# KU Волос Вероники
KU Волос Вероники (лат. KU Comae Berenices), HD 107513 — одиночная переменная звезда в созвездии Волос Вероники на расстоянии приблизительно 286 световых лет (около 87,7 парсек) от Солнца. Видимая звёздная величина звезды — от +7,43m до +7,42m. Возраст звезды определён как около 851 млн лет.

## Характеристики
KU Волос Вероники — белая пульсирующая переменная звезда типа Дельты Щита (DSCTC:) спектрального класса A, или Am*, или A3, или A5-F1, или A9V. Масса — около 1,6 солнечной, радиус — около 1,625 солнечного, светимость — около 6,124 солнечной. Эффективная температура — около 7279 K.

## Планетная система
В 2019 году учёными, анализирующими данные проектов HIPPARCOS и Gaia, у звезды обнаружена планета HIP 60266 b.